# Liten dyngmask
Liten dyngmask (Dendrodrilus rubidus) är en ringmaskart som först beskrevs av Savigny 1826.  Liten dyngmask ingår i släktet Dendrodrilus och familjen daggmaskar. Arten är reproducerande i Sverige. Utöver nominatformen finns också underarten D. r. rubidus.